# Braunschweiger Turn- und Sportverein Eintracht von 1895 2002-2003
Questa voce raccoglie le informazioni riguardanti il Braunschweiger Turn- und Sportverein Eintracht von 1895 nelle competizioni ufficiali della stagione 2002-2003.

## Stagione
Nella stagione 2002-2003 l'Eintracht Braunschweig, allenato da Peter Vollmann e Uwe Reinders, concluse il campionato di 2. Bundesliga al 15º posto e retrocesse in Regionalliga.. In Coppa di Germania l'Eintracht Braunschweig fu eliminato al primo turno dal Reutlingen.

## Rosa
| N. |                         | Ruolo | Calciatore            |
| -- | ----------------------- | ----- | --------------------- |
| 2  | Germania (bandiera)     | D     | Guido Gorges          |
| 3  | Germania (bandiera)     | D     | Bernd Eigner          |
| 4  | Germania (bandiera)     | D     | Abdoul Thiam          |
| 5  | Germania (bandiera)     | D     | Thomas Ridder         |
| 6  | Germania (bandiera)     | D     | Markus Küpper         |
| 7  | Germania (bandiera)     | C     | Markus Osthoff        |
| 8  | Germania (bandiera)     | C     | Torsten Sümnich       |
| 9  | Stati Uniti (bandiera)  | A     | Jacob Thomas          |
| 10 | Slovenia (bandiera)     | C     | Rudi Istenič          |
| 11 | Germania (bandiera)     | A     | Dirk Weetendorf       |
| 12 | Germania (bandiera)     | P     | Philipp Laux          |
| 13 | Germania (bandiera)     | D     | Janosch Dziwior       |
| 14 | Nigeria (bandiera)      | A     | Sambo Choji           |
| 15 | Brasile (bandiera)      | C     | Alessandro da Silva   |
| 16 | Germania (bandiera)     | C     | Holger Karp           |
| 17 | RD del Congo (bandiera) | C     | Michél Mazingu-Dinzey |

| N. |                     | Ruolo | Calciatore         |
| -- | ------------------- | ----- | ------------------ |
| 18 | Germania (bandiera) | A     | Jürgen Rische      |
| 19 | Germania (bandiera) | A     | Sven Schuchardt    |
| 20 | Germania (bandiera) | D     | Jan Schanda        |
| 21 | Germania (bandiera) | C     | Sascha Hörster     |
| 22 | Germania (bandiera) | P     | Alexander Kunze    |
| 23 | Germania (bandiera) | A     | Lars Fuchs         |
| 24 | Germania (bandiera) | C     | Tibor Nadj         |
| 25 | Brasile (bandiera)  | A     | Daniel Teixeira    |
| 26 | Senegal (bandiera)  | D     | Adama Niang        |
| 27 | Germania (bandiera) | C     | Stefan Pientak     |
| 28 | Germania (bandiera) | P     | Jan Spoelder       |
| 29 | Croazia (bandiera)  | C     | Zdravko Tuzlak     |
| 32 | Germania (bandiera) | C     | Marc-Oliver Barton |
| 33 | Germania (bandiera) | C     | Christian Lutz     |
| 34 | Germania (bandiera) | C     | Karsten Hutwelker  |

## Organigramma societario
Area tecnica
- Allenatore: Uwe Reinders
- Allenatore in seconda:
- Preparatore dei portieri:
- Preparatori atletici:

## Calciomercato

### Sessione estiva
| Acquisti | Acquisti              | Acquisti             | Acquisti |
| R.       | Nome                  | da                   | Modalità |
| -------- | --------------------- | -------------------- | -------- |
| P        | Philipp Laux          | Borussia Dortmund II |          |
| A        | Sambo Choji           | Saarbrücken          |          |
| D        | Janosch Dziwior       | Colonia              |          |
| C        | Holger Karp           | Rot-Weiss Essen      |          |
| P        | Alexander Kunze       | Babelsberg           |          |
| C        | Michél Mazingu-Dinzey | Vålerenga            |          |
| C        | Markus Osthoff        | Borussia M'gladbach  |          |
| A        | Jürgen Rische         | Wolfsburg            |          |

| Cessioni | Cessioni           | Cessioni        | Cessioni |
| R.       | Nome               | da              | Modalità |
| -------- | ------------------ | --------------- | -------- |
| C        | Dirk de Wit        | Elversberg      |          |
| P        | Sascha Kirschstein | Rot-Weiss Essen |          |
| C        | Kosta Rodrigues    | Saarbrücken     |          |

### Sessione invernale
| Acquisti | Acquisti          | Acquisti    | Acquisti |
| R.       | Nome              | da          | Modalità |
| -------- | ----------------- | ----------- | -------- |
| C        | Karsten Hutwelker | Fiorentina  |          |
| D        | Guido Gorges      | Hannover 96 |          |

| Cessioni | Cessioni        | Cessioni        | Cessioni |
| R.       | Nome            | da              | Modalità |
| -------- | --------------- | --------------- | -------- |
| C        | Thomas Piorunek | Preußen Münster |          |

## Risultati

### 2. Bundesliga

#### Girone di andata
| Arbitro: | Gagelmann |

|                                       |           |                       |
| Dziwior 18’ Choji 48’, 73’ Rische 86’ | Marcatori | 6’ Camus 80’ Popovits |

| Arbitro: | Sippel |

|                          |           |  |
| Rietpietsch 71’ Obad 81’ | Marcatori |  |

| Arbitro: | Steinborn |

|           |           |                         |
| Thomas 4’ | Marcatori | 47’, 88’ (rig.) Frommer |

| Arbitro: | Kircher |

|                                                                |           |           |
| Meier 10’, 85’ Stanislawski 17’, 76’ Ofodile 60’, 80’ Yang 70’ | Marcatori | 28’ Choji |

| Arbitro: | Stark |

|  |           |                                        |
|  | Marcatori | 39’ Bajramović 77’ (rig.) K'obiashvili |

| Arbitro: | Jansen |

|                                           |           |  |
| Rösler 20’ Azzouzi 37’ (rig.), 51’ (rig.) | Marcatori |  |

| Arbitro: | Perl |

|                   |           |              |
| Mazingu-Dinzey 9’ | Marcatori | 54’ Springer |

| Arbitro: | Walz |

|                                             |           |                            |
| Konetzke 13’, 50’ Frühbeis 37’ Mokhtari 71’ | Marcatori | 49’ (aut.) Örüm 92’ Rische |

| Arbitro: | Koop |

|                   |           |                       |
| Mazingu-Dinzey 7’ | Marcatori | 5’ Çetin 57’ Labbadia |

| Arbitro: | Aust |

|            |           |            |
| Kienle 43’ | Marcatori | 45’ Thomas |

| Arbitro: | Schalk |

|                                      |           |                              |
| Rische 24’ Mazingu-Dinzey 32’ (rig.) | Marcatori | 23’ Pflipsen 45’, 47’ Spizak |

| Francoforte sul Meno 8 novembre 2002, ore 19:00 CET 12ª giornata | Eintracht Francoforte | 0 – 0 referto | Eintracht Braunschweig | Waldstadion (12 100 spett.)\| Arbitro: \| Weber \| |
| Arbitro:                                                         | Weber                 |               |                        |                                                    |

| Arbitro: | Fleischer |

|           |           |  |
| Choji 29’ | Marcatori |  |

| Arbitro: | Weber |

|                                   |           |                   |
| Schweißing 66’ Bärwolf 86’ (rig.) | Marcatori | 44’ (aut.) Kullig |

| Arbitro: | Fröhlich |

|            |           |            |
| Rische 61’ | Marcatori | 70’ Braham |

| Arbitro: | Stachowiak |

|           |           |                          |
| Choji 28’ | Marcatori | 66’ Baumgart 84’ Vidolov |

| Arbitro: | Albrecht |

|                                 |           |              |
| Buck 30’ Voronin 59’ Babatz 61’ | Marcatori | 90’ Teixeira |

#### Girone di ritorno
| Arbitro: | Steinborn |

|           |           |            |
| Bekir 54’ | Marcatori | 43’ Rische |

| Arbitro: | Schmidt |

|  |           |                     |
|  | Marcatori | 32’ (aut.) Spoelder |

| Arbitro: | Wagner |

|  |           |            |
|  | Marcatori | 88’ Thomas |

| Arbitro: | Trautmann |

|                          |           |  |
| Bajramović 13’ Willi 46’ | Marcatori |  |

| Arbitro: | Walz |

|           |           |            |
| Choji 15’ | Marcatori | 17’ Birlik |

| Arbitro: | Kircher |

|                   |           |              |
| Teixeira 50’, 76’ | Marcatori | 19’ Beliakov |

| Arbitro: | Fleischer |

|            |           |                   |
| Scherz 27’ | Marcatori | 8’ (aut.) Sinkala |

| Braunschweig 16 marzo 2003, ore 15:00 CET 25ª giornata | Eintracht Braunschweig | 0 – 0 referto | Wacker Burghausen | Stadion an der Hamburger Straße (13 027 spett.)\| Arbitro: \| Scheppe \| |
| Arbitro:                                               | Scheppe                |               |                   |                                                                          |

| Arbitro: | Aust |

|           |           |  |
| Saenko 7’ | Marcatori |  |

| Arbitro: | Voss |

|  |           |           |
|  | Marcatori | 84’ Gruev |

| Arbitro: | Weber |

|             |           |                           |
| Mbwando 61’ | Marcatori | 9’ Schanda 40’, 52’ Choji |

| Braunschweig 20 aprile 2003, ore 15:00 CEST 29ª giornata | Eintracht Braunschweig | 0 – 0 referto | Eintracht Francoforte | Stadion an der Hamburger Straße (15 213 spett.)\| Arbitro: \| Margenberg \| |
| Arbitro:                                                 | Margenberg             |               |                       |                                                                             |

| Arbitro: | Gagelmann |

|           |           |                    |
| Bamba 66’ | Marcatori | 18’, 42’ Hutwelker |

| Arbitro: | Sippel |

|                    |           |           |
| Mazingu-Dinzey 52’ | Marcatori | 64’ Hasse |

| Arbitro: | Lange |

|  |           |              |
|  | Marcatori | 77’ Teixeira |

| Arbitro: | Kinhöfer |

|  |           |            |
|  | Marcatori | 29’ Rische |

| Arbitro: | Koop |

|           |           |                        |
| Thiam 80’ | Marcatori | 9’, 19’, 47’, 61’ Auer |

### Coppa di Germania
| Arbitro: | Trautmann |

|                    |           |                |
| Mazingu-Dinzey 62’ | Marcatori | 42’, 69’ Würll |

## Statistiche

### Statistiche di squadra
| Competizione      | Punti | In casa | In casa | In casa | In casa | In casa | In casa | In trasferta | In trasferta | In trasferta | In trasferta | In trasferta | In trasferta | Totale | Totale | Totale | Totale | Totale | Totale | DR  |
| Competizione      | Punti | G       | V       | N       | P       | Gf      | Gs      | G            | V            | N            | P            | Gf           | Gs           | G      | V      | N      | P      | Gf     | Gs     | DR  |
| ----------------- | ----- | ------- | ------- | ------- | ------- | ------- | ------- | ------------ | ------------ | ------------ | ------------ | ------------ | ------------ | ------ | ------ | ------ | ------ | ------ | ------ | --- |
| 2. Bundesliga     | 34    | 17      | 3       | 6       | 8       | 17      | 24      | 17           | 5            | 4            | 8            | 16           | 29           | 34     | 8      | 10     | 16     | 33     | 53     | -20 |
| Coppa di Germania | -     | 1       | 0       | 0       | 1       | 1       | 2       | 0            | 0            | 0            | 0            | 0            | 0            | 1      | 0      | 0      | 1      | 1      | 2      | -1  |
| Totale            | 34    | 18      | 3       | 6       | 9       | 18      | 26      | 17           | 5            | 4            | 8            | 16           | 29           | 35     | 8      | 10     | 17     | 34     | 55     | -21 |

### Andamento in campionato
| Giornata  | 1 | 2 | 3  | 4  | 5  | 6  | 7  | 8  | 9  | 10 | 11 | 12 | 13 | 14 | 15 | 16 | 17 | 18 | 19 | 20 | 21 | 22 | 23 | 24 | 25 | 26 | 27 | 28 | 29 | 30 | 31 | 32 | 33 | 34 |
| --------- | - | - | -- | -- | -- | -- | -- | -- | -- | -- | -- | -- | -- | -- | -- | -- | -- | -- | -- | -- | -- | -- | -- | -- | -- | -- | -- | -- | -- | -- | -- | -- | -- | -- |
| Luogo     | C | T | C  | T  | C  | T  | C  | T  | C  | T  | C  | T  | C  | T  | C  | C  | T  | T  | C  | T  | T  | C  | C  | T  | C  | T  | C  | T  | C  | T  | C  | T  | T  | C  |
| Risultato | V | P | P  | P  | P  | P  | N  | P  | P  | N  | P  | N  | V  | P  | N  | P  | P  | N  | P  | V  | P  | N  | V  | N  | N  | P  | P  | V  | N  | V  | N  | V  | V  | P  |
| Posizione | 2 | 7 | 11 | 14 | 16 | 17 | 15 | 16 | 18 | 17 | 17 | 17 | 16 | 17 | 16 | 17 | 17 | 17 | 17 | 16 | 16 | 18 | 18 | 18 | 18 | 18 | 18 | 17 | 17 | 16 | 16 | 15 | 15 | 15 |

Legenda:

Luogo: C = Casa; T = Trasferta. Risultato: V = Vittoria; N = Pareggio; P = Sconfitta.

### Statistiche dei giocatori
| Giocatore         | 2. Bundesliga | 2. Bundesliga | 2. Bundesliga | 2. Bundesliga | Coppa di Germania | Coppa di Germania | Coppa di Germania | Coppa di Germania | Totale   | Totale | Totale      | Totale     |
| Giocatore         | Presenze      | Reti          | Ammonizioni   | Espulsioni    | Presenze          | Reti              | Ammonizioni       | Espulsioni        | Presenze | Reti   | Ammonizioni | Espulsioni |
| ----------------- | ------------- | ------------- | ------------- | ------------- | ----------------- | ----------------- | ----------------- | ----------------- | -------- | ------ | ----------- | ---------- |
| M. Barton         | 2             | 0             | 0             | 0             | 0                 | 0                 | 0                 | 0                 | 2        | 0      | 0           | 0          |
| S. Choji          | 23            | 8             | 1             | 1             | 1                 | 0                 | 0                 | 0                 | 24       | 8      | 1           | 1          |
| J. Dziwior        | 29            | 1             | 8             | 0             | 1                 | 0                 | 0                 | 0                 | 30       | 1      | 8           | 0          |
| B. Eigner         | 15            | 0             | 1             | 0             | 1                 | 0                 | 0                 | 0                 | 16       | 0      | 1           | 0          |
| L. Fuchs          | 9             | 0             | 0             | 0             | 0                 | 0                 | 0                 | 0                 | 9        | 0      | 0           | 0          |
| G. Gorges         | 13            | 0             | 3             | 0             | 0                 | 0                 | 0                 | 0                 | 13       | 0      | 3           | 0          |
| K. Hutwelker      | 15            | 2             | 3             | 1             | 0                 | 0                 | 0                 | 0                 | 15       | 2      | 3           | 1          |
| S. Hörster        | 12            | 0             | 4             | 0             | 1                 | 0                 | 0                 | 0                 | 13       | 0      | 4           | 0          |
| R. Istenič        | 0             | 0             | 0             | 0             | 0                 | 0                 | 0                 | 0                 | 0        | 0      | 0           | 0          |
| H. Karp           | 20            | 0             | 1             | 0             | 1                 | 0                 | 0                 | 0                 | 21       | 0      | 1           | 0          |
| A. Kunze          | 17            | 0             | 1             | 0             | 0                 | 0                 | 0                 | 0                 | 17       | 0      | 1           | 0          |
| M. Küpper         | 16            | 0             | 3             | 0             | 0                 | 0                 | 0                 | 0                 | 16       | 0      | 3           | 0          |
| P. Laux           | 8             | 0             | 0             | 0             | 1                 | 0                 | 0                 | 0                 | 9        | 0      | 0           | 0          |
| C. Lutz           | 9             | 0             | 3             | 0             | 0                 | 0                 | 0                 | 0                 | 9        | 0      | 3           | 0          |
| M. Mazingu-Dinzey | 30            | 4             | 5             | 0             | 1                 | 1                 | 0                 | 0                 | 31       | 5      | 5           | 0          |
| T. Nadj           | 11            | 0             | 1             | 0             | 0                 | 0                 | 0                 | 0                 | 11       | 0      | 1           | 0          |
| A. Niang          | 11            | 0             | 5             | 0             | 0                 | 0                 | 0                 | 0                 | 11       | 0      | 5           | 0          |
| M. Osthoff        | 6             | 0             | 2             | 0             | 1                 | 0                 | 0                 | 1                 | 7        | 0      | 2           | 1          |
| S. Pientak        | 0             | 0             | 0             | 0             | 0                 | 0                 | 0                 | 0                 | 0        | 0      | 0           | 0          |
| T. Piorunek       | 10            | 0             | 3             | 0             | 0                 | 0                 | 0                 | 0                 | 10       | 0      | 3           | 0          |
| T. Ridder         | 9             | 0             | 1             | 0             | 1                 | 0                 | 0                 | 0                 | 10       | 0      | 1           | 0          |
| J. Rische         | 32            | 6             | 5             | 0             | 1                 | 0                 | 0                 | 0                 | 33       | 6      | 5           | 0          |
| J. Schanda        | 22            | 1             | 6             | 0             | 0                 | 0                 | 0                 | 0                 | 22       | 1      | 6           | 0          |
| S. Schuchardt     | 16            | 0             | 0             | 0             | 1                 | 0                 | 0                 | 0                 | 17       | 0      | 0           | 0          |
| A. Silva          | 28            | 0             | 5             | 0             | 1                 | 0                 | 0                 | 0                 | 29       | 0      | 5           | 0          |
| J. Spoelder       | 9             | 0             | 0             | 0             | 0                 | 0                 | 0                 | 0                 | 9        | 0      | 0           | 0          |
| T. Sümnich        | 8             | 0             | 3             | 0             | 0                 | 0                 | 0                 | 0                 | 8        | 0      | 3           | 0          |
| D. Teixeira       | 18            | 4             | 1             | 0             | 0                 | 0                 | 0                 | 0                 | 18       | 4      | 1           | 0          |
| A. Thiam          | 31            | 1             | 5             | 0             | 0                 | 0                 | 0                 | 0                 | 31       | 1      | 5           | 0          |
| J. Thomas         | 23            | 3             | 1             | 1             | 1                 | 0                 | 0                 | 0                 | 24       | 3      | 1           | 1          |
| Z. Tuzlak         | 0             | 0             | 0             | 0             | 0                 | 0                 | 0                 | 0                 | 0        | 0      | 0           | 0          |
| D. Weetendorf     | 0             | 0             | 0             | 0             | 0                 | 0                 | 0                 | 0                 | 0        | 0      | 0           | 0          |